# 1978 (pel·lícula)
1978 és una pel·lícula de terror argentina del 2024 dirigida per Luciano Onetti i Nicolás Onetti. Narra la història d'un grup de torturadors que durant l'última dictadura militar segresta un grup de joves, però acaben sent ells les víctimes després de revelar-se que els segrestats formen part d'una secta macabra. És protagonitzada per Agustín Pardella, Carlos Portaluppi, Mario Alarcón, Agustín Olcese i Jorge Lorenzo. La pel·lícula es va estrenar el 5 d'octubre en el LVII Festival Internacional de Cinema Fantàstic de Catalunya, mentre que la seva estrena comercial a les sales de cinemes de l'Argentina va ser el 6 de març de 2025.

## Argument
La història està ambientada en l'última dictadura militar argentina i els fets es desenvolupen en la nit de la final de la Copa Mundial de Futbol quan un grup de torturadors irromp violentament en una casa per a segrestar un grup de joves per a sotmetre'ls a un interrogatori inhumà en un centre clandestí de detenció, no obstant això, els torturadors no trigaran a descobrir que es tracta d'un grup que pertanyen un culte satànic liderats per un esperit sobrenatural desconegut, fent que els seus plans es vegin frustrats i acaben sent ells mateixos les víctimes de la situació.

## Elenc
- Agustín Pardella com a Hugo
- Carlos Portaluppi com a Carancho
- Mario Alarcón com a Moro
- Agustín Olcese com a Miguel
- Jorge Lorenzo com a Baviera
- Santiago Ríos com a Alsina
- Gustavo Bonfigli com a Dr. Berges
- Paula Silva com a Irene
- Gustavo Pardi com a Dante
- Ezequiel Pache com a Quique
- Valeria San Martin com a Paula
- María Eugenia Rigon com a Diana
- Justina Ceballos com a Érica
- Gustavo Bayley com a Eduardo
- Ignacio Francavilla com a Paco

## Recepció

### Comentaris de la crítica
Juan Pablo Cinelli de Página/12 va destacar que «Carlos Portaluppi, Mario Alarcón i Santiago Ríos ealitzen una estupenda labor, donant-li vida a tres repressors tan intimidantes com a menyspreables», no obstant això, va afirmar que «1978 desemboca definitivament en una forma de relat genèric de terror, inclinat la balança cap al convencional i deixant oberta la il·lusió d'una pel·lícula possible, però que finalment no va ser». Jorge Montiel de Clarín va assenyalar que la pel·lícula compta «amb bon ritme i un elenc que no té fissures», i «el modest pressupost se supleix amb molta creativitat en els angles i enquadraments, a més d'un bon ús del maquillatge i els efectes especials».

### Premis i nominacions
| Festival/Premi                                                  | Data de l'esdeveniment                   | Categoria                          | Receptor                                         | Resultat        | Ref.   |
| --------------------------------------------------------------- | ---------------------------------------- | ---------------------------------- | ------------------------------------------------ | --------------- | ------ |
| Festival de Cinema de Terror de Santiago                        | 3 al 6 d'octubre de 2024                 | Millor pel·lícula                  | 1978                                             | Guanyador       | [ 8 ]  |
| Festival de Cinema de Terror de Santiago                        | 3 al 6 d'octubre de 2024                 | Millor guió                        | Luciano Onetti, Nicolás Onetti i Camilo Zaffora  | Guanyador       | [ 8 ]  |
| Festival de Cinema de Terror de Santiago                        | 3 al 6 d'octubre de 2024                 | Millor fotografia                  | Luciano Montes de Oca i Kasty Castillo           | Guanyador       | [ 8 ]  |
| Festival de Cinema de Terror de Santiago                        | 3 al 6 d'octubre de 2024                 | Millors FX                         | Melisa Ontivero i Yanel Castellano               | Guanyador       | [ 8 ]  |
| Festival de Cinema Dark Nights                                  | 11 al 13 d’octubre de 2024               | Millor direcció                    | Luciano Onetti i Nicolás Onetti                  | Guanyador       | [ 9 ]  |
| Festival de Cinema Terror in the Bay                            | 16 al 19 d'octubre de 2024               | Millors FX                         | Melissa Ontivero i Yanel Castellano              | Guanyador       | [ 9 ]  |
| Festival Internacional de Cinema Fantàstic Noctàmbul de Còrdova | 18 al 23 d'octubre de 2024               | Millor pel·lícula                  | 1978                                             | Guanyador       | [ 10 ] |
| Festival Internacional de Cinema Fantàstic Noctàmbul de Còrdova | 18 al 23 d'octubre de 2024               | Millor direcció                    | Luciano Onetti i Nicolás Onetti                  | Guanyador       | [ 10 ] |
| Festival Internacional de Cinema Fantàstic Noctàmbul de Còrdova | 18 al 23 d'octubre de 2024               | Millor maquillatge                 | María Fernanda Curci                             | Guanyador       | [ 10 ] |
| Festival de Cinema Phoenix FearCon                              | 19 al 26 d'octubre de 2024               | Millor pel·lícula                  | 1978                                             | Guanyador       | [ 11 ] |
| Festival de Cine-Excess                                         | 21 al 27 d'octubre de 2024               | Millor pel·lícula                  | 1978                                             | Guanyador       | [ 10 ] |
| Festival de Cinema de Terror de Bogotà                          | 22 al 31 d'octubre de 2024               | Millor pel·lícula llatinoamericana | 1978                                             | Guanyador       | [ 11 ] |
| Festival de Cinema de Terror de Bogotà                          | 22 al 31 d'octubre de 2024               | Millor disseny sonor               | Germán Suracce                                   | Guanyador       | [ 11 ] |
| Festival de Cinema de Terror de Bogotà                          | 22 al 31 d'octubre de 2024               | Millor elenc                       | Repartiment de 1978                              | Guanyador       | [ 11 ] |
| Festival de Cinema Nightmare in the Ozarks                      | 22 al 25 d'octubre de 2024               | Millor actor                       | Carlos Portaluppi                                | Guanyador       | [ 9 ]  |
| Festival de Cine Curtas do Imaxinario                           | 24 d'octubre al 2 de novembre de 2024    | Millor pel·lícula llatinoamericana | 1978                                             | Guanyador       | [ 11 ] |
| Setmana de Cinema Fantàstic i de Terror de Sant Sebastià        | 25 d'octubre a l'1 de novembre de 2024   | Competència oficial                | 1978                                             | Nominat         | [ 9 ]  |
| Festival de Cine El Grito de Venezuela                          | 29 d'octubre al 2 de novembre de 2024    | Millors FX                         | Melissa Ontivero i Yanel Castellano              | Guanyador       | [ 11 ] |
| Festival de Cinema de Terror de Sud-àfrica                      | 30 d'octubre al 10 de novembre de 2024   | Millor pel·lícula                  | 1978                                             | Nominat         | [ 12 ] |
| Festival de Cinema de Terror de Sud-àfrica                      | 30 d'octubre al 10 de novembre de 2024   | Millor direcció                    | Luciano Onetti i Nicolás Onetti                  | Plantilla:Wines | [ 12 ] |
| Festival de Cinema de Terror de Sud-àfrica                      | 30 d'octubre al 10 de novembre de 2024   | Millor actor                       | Agustín Pardella                                 | Nominat         | [ 12 ] |
| Festival de Cinema de Terror de Sud-àfrica                      | 30 d'octubre al 10 de novembre de 2024   | Millor actriu de repartiment       | María Eugenia Rigon                              | Nominat         | [ 12 ] |
| Festival de Cinema de Terror de Sud-àfrica                      | 30 d'octubre al 10 de novembre de 2024   | Millor actor de repartiment        | Carlos Portaluppi                                | Nominat         | [ 12 ] |
| Festival de Cinema de Terror de Sud-àfrica                      | 30 d'octubre al 10 de novembre de 2024   | Millor repartiment                 | Repartiment de 1978                              | Guanyador       | [ 12 ] |
| Festival de Cinema de Terror de Sud-àfrica                      | 30 d'octubre al 10 de novembre de 2024   | Millor guió                        | Luciano Onetti, Nicolás Onetti i Camilo Zaffora  | Nominat         | [ 12 ] |
| Festival de Cinema de Terror de Sud-àfrica                      | 30 d'octubre al 10 de novembre de 2024   | Millor fotografia                  | Luciano Montes de Oca i Kasty Castillo           | Nominat         | [ 12 ] |
| Festival de Cinema de Terror de Sud-àfrica                      | 30 d'octubre al 10 de novembre de 2024   | Millor disseny de producció        | Paola Tolosa, Guillermina Salas i Nicolás Melian | Nominat         | [ 12 ] |
| Festival de Cinema de Terror de Sud-àfrica                      | 30 d'octubre al 10 de novembre de 2024   | Millor maquillatge                 | María Fernanda Curci                             | Nominat         | [ 12 ] |
| Festival de Cinema de Terror de Sud-àfrica                      | 30 d'octubre al 10 de novembre de 2024   | Millor banda sonora                | 1978                                             | Nominat         | [ 12 ] |
| Festival de Cinema de Terror de Sud-àfrica                      | 30 d'octubre al 10 de novembre de 2024   | Millor poster                      | 1978                                             | Nominat         | [ 12 ] |
| Morbido Film Fest                                               | 29 d'octubre al 10 de novembre de 2024   | Crani de bronze                    | 1978                                             | Guanyador       | [ 13 ] |
| Festival de Cine Djanho! de Curitiba                            | 31 d'octubre al 6 de novembre de 2024    | Millor llargmetratge               | 1978                                             | Guanyador       | [ 11 ] |
| Festival de Cinema Algeciras Fantástika                         | 6 al 9 de novembre de 2024               | Millor llargmetratge               | 1978                                             | Guanyador       | [ 14 ] |
| Festival de Cinema Feratum                                      | 7 al 10 de novembre de 2024              | Competència Iberoamericana         | 1978                                             | Nominat         | [ 15 ] |
| Festival de Cinema de Terror de Medellín                        | 9 al 10 de novembre de 2024              | Millor llargmetratge internacional | 1978                                             | Guanyador       | [ 16 ] |
| Festival de Cine de Horror en las Montañas                      | 14 al 16 de novembre de 2024             | Premi del públic                   | 1978                                             | Guanyador       | [ 17 ] |
| Festival Internacional de Cinema de Mar del Plata               | 21 de novembre a l'1 de desembre de 2024 | Competència llatinoamericana       | 1978                                             | Nominat         | [ 18 ] |
| Buenos Aires Rojo Sangre                                        | 28 de novembre al 8 de desembre de 2024  | Millor fotografia                  | Luciano Montes de Oca i Kasty Castillo           | Guanyador       | [ 19 ] |
| Buenos Aires Rojo Sangre                                        | 28 de novembre al 8 de desembre de 2024  | Premi GuiAr al millor guió         | Luciano Onetti, Nicolás Onetti i Camilo Zaffora  | Guanyador       | [ 19 ] |